# Río Komadugu Yobe
El río Komadugu Yobe (del inglés: Yobe River); en francés: Komadougou Yobé es un largo río de África occidental, un afluente del lago Chad que discurre íntegramente por Nigeria y que, en su tramo final, forma la frontera natural entre Nigeria y Níger.

## Geografía
El río Komadugu Yobe se forma por la confluencia del río Hadejia y el río Jama'are, en la parte noreste de Nigeria. El Komadugu Yobe sigue una dirección general suroeste-noreste, formando en su curso inferior la frontera entre Nigeria y Níger en un tramo de más de cien kilómetros. Finalmente el río desemboca, de forma estacional, en la ribera occidental del lago Chad.
Su principal afluente es el río Komadugu Gana, un río de Nigeria que le aborda por la margen derecha, al inicio del tramo fronterizo. 
Hay preocupación acerca de los cambios en el caudal del río, su economía y ecología, debido a la construcción de dos presas río arriba, la presa de Tiga y la presa de Challawa Gorge, ambas en el Hadejia y en el estado de Kano. Hay planes en discusión para realizar otra importante presa, la presa de Kafin Zaki, en el curso superior del Jama'are, en el estado de Bauchi.

## Hidrometría
El caudal del río se ha observado desde hace 25 años (1967-91) en Bagara Diffa, una localidad de Níger situada a poca distancia de su desembocadura en el lago Chad. En Bagara Diffa, el caudal anual promedio o módulo observado durante ese período fue de sólo 15 m³/s para una cuenca drenada de 115 000 km², casi toda la cuenca del río.
La lámina de agua de escorrentía en la cuenca vertiente es de 4 milímetros al año, que es extremadamente baja.
El río Komadugu Yobe es un curso de agua muy escaso y muy irregular. Conoce largos períodos de estiaje, con épocas en que el río está completamente seco. El flujo mensual promedio observado entre abril y mayo (mínimo estiaje) es 0 m³/s (río completamente secos), mientras que en el mes de octubre, los meses de inundación principal, es 45,8 m³/s, lo que refleja su temporada muy irregular. En el período de observación de 25 años, el flujo mínimo mensual fue de 0 m³/s para los meses de noviembre a julio, inclusive, mientras que el flujo mensual máxima fue de 71 m³/s (octubre).
| Caudal medio mensual del Komadugu Yobe en la estación hidrométrica de Bagara Diffa (Datos calculados en 25 años, 1967-91, en m³/s) |
| |